# ابن الصباح (رواية)
ابن الصباح (بالإنجليزية: Son of the Morning)‏ هي رواية للكاتبة الأمريكية جويس كارول أوتس، نشرت عام 1978، عن دار نشر فانغراد بريس.